# 向德澤
向德澤（1762年2月19日—1795年3月19日）是琉球國第二尚氏王朝尚哲王之王妃，童名真鍋樽金，號德澤。是第十二代聞得大君。
向德澤生於乾隆二十七年壬午正月二十六，是尚文龍（高嶺王子朝京）與妻國吉翁主向仁心之女，有一兄二弟。乾隆三十九年（1774年）九月十二蒙尚穆王遣使選為王世子尚哲（中城王子朝康）的世子妃，於翌年三月二十九日蒙尚穆王遣御双紙庫理馬氏幸地親雲上良篤詔定婚嫁之日。六月十五尚穆王命壁阿母志良禮為媒，又命毛自煥（佐渡山親方安因）之妻護送向德澤出嫁。八月十五日被封為汀間按司加那志並獲賜大親一人，二十二日出嫁為世子妃，後來與丈夫尚哲育有四子二女，次子尚溫和四子尚灝日後皆登上王位。
乾隆五十三年，王世子尚哲未及即位而逝，由次子尚溫繼承王統，尚溫追尊先父尚哲為王，身為母親的向德澤亦被尊為國母（王太妃）。翌年聞得大君瑞慶覽翁主尚順成逝世，向德澤以王太妃身份繼任聞得大君之位。六年後逝世，享年三十四歲，初葬於西玉陵，後移骨於東玉陵。